# Good Music Saturday!
『DMG MORISEIKI Music Machine Go! Go!☆』はニッポン放送で2007年4月7日から放送している音楽番組。改題前の『Good Music Saturday!』についても記述する。

## 概要
ニッポン放送は、2007年上半期番組編成にて、週末の早朝番組枠で足掛け7年半に渡って小林のリクエスト番組を編成して来たが、同じ週末の午前枠にて時間尺を短くし、新たなリクエスト番組を編成した。
番組編成以後単独番組扱いであったが、少し早い2010年下半期番組編成にて音楽ワイドバラエティ番組である『徳光和夫 とくモリ!歌謡サタデー』を早朝から午前に掛けて編成するに辺り、内包扱いでは無いが、実質的な内包扱い（編成的にジョイント枠）で編成されていたが、2014年4月から『とくモリ!』の時間を短縮し、『八木亜希子 Cafeどようび』を開始するに辺り、再び単独扱いとなった。

## 出演者

### パーソナリティ
- 小林克也（ラジオDJ）

## 放送時間
- 土曜 8:00 - 8:30

## コーナー

### 現在
- THE人物伝
- poetry in motion（仮タイトル）[1]

### 過去
- time machine
- Good Music Saturday!寄席

## 特別番組
- 小林克也 Music Go!Go!

新春特別番組として編成。
2011年1月3日11:00 - 11:30